# Перси Джексон и Море чудовищ
«Пе́рси Дже́ксон и Мо́ре чудо́вищ» (англ. The Sea of Monsters) — вторая книга из серии «Перси Джексон и Олимпийцы». Эта книга описывает приключения тринадцатилетнего полубога Перси Джексона, во время которых он и его друзья спасают своего друга, сатира Гроувера, от циклопа Полифема, а Лагерь полукровок — от нападения Титанов. Также герои вылечивают Золотым руном сосну Талии — волшебное дерево, которое охраняет границы Лагеря полукровок.
«Море чудовищ» хорошо приняли критики, эта книга была номинирована на множество наград и послужила основой фильма «Перси Джексон и Море чудовищ», который вышел в России 22 августа 2013 года. Также 6 сентября 2006 года была выпущена аудиокнига (на английском языке.

## Сводка
Как и предыдущая книга, «Похититель молний» — роман в жанре фэнтези. Критики назвали её сюжет быстро развивающимся, юмористическим и полным действия, и вместе с тем сосредоточенным на принятии и любви в семье.

### Сюжет
В школе Перси играет в игру «Dodgeball» против семерых больших парней, которые оказываются лестригонами. Неожиданно для Перси они материализуют огненные пушечные ядра, но героя спасает его брат Тайсон. Вместе они возвращаются в Лагерь полукровок и находят дерево Талии, отравленное неизвестным злоумышленником. Хирон, помощник директора, попадает под увольнение, потому что его подозревают в отравлении дерева. На замену Хирону приходит Тантал — дух Полей Наказания.
Перси узнает, что Тайсон является циклопом, а Посейдон признает Тайсона своим сыном. Аннабет и Перси просят Тантала отправить кого-нибудь на поиски золотого руна. Тантал отправляет на поиск Клариссу Ла Ру, дочь Ареса. Перси в качестве помощи от Посейдона получает трёх гиппокампов и вместе с Аннабет и Тайсоном оказывается на попутном круизном судне «Принцесса Андромеда», которое является собственностью Луки. Они узнают, что на этом корабле Лука пытается возродить титана Кроноса, который является отцом Зевса. Им удается бежать с судна, впоследствии их спасает Кларисса. Вместе они достигают острова Полифема и спасают Гроувера с помощью Тайсона и Клариссы. Затем они плывут во Флориду, и Перси отправляет Клариссу с золотым руном обратно в Лагерь. Перси, Аннабет и Тайсона снова захватывает Лука. Перси связывается с Лагерем сообщением через радугу и обманом добивается от Луки признания в том, почему он отравил дерево Талии. В поединке с Лукой Перси чуть не погибает, но его спасает Хирон и его родственники — кентавры. Хирон возвращается в лагерь после того, как его невиновность была доказана. Золотое руно излечивает дерево Талии, а также возвращает Талию к жизни.

### Экранизация
- 2013 — Перси Джексон: Море чудовищ (Фильм 20th Century Fox)

20th Century Fox был удовлетворён сборами первой картины и собрал финансирование на вторую серию. Съёмки «Перси Джексона и Моря чудовищ» стартовали в апреле 2012 года. Режиссёром «Моря чудовищ» стал Тор Фройденталь, а постановщик «Похитителя молний» Крис Коламбус ограничился только ролью продюсера. Появилось несколько новых имён в актёрском составе, а основные участники первого фильма вернулись к своим образам. Перерабатывали книгу Рика Риордана сценаристы «Эда Вуда» и «Агента Коди Бэнкса» Скотт Александер и Ларри Карашевски. Хотя адаптация книг в сценарии уже исчерпала себя, Fox считают, что у историй про Перси Джексона достаточно потенциала, чтобы выпускать новые фильмы каждые два года.

## Пророчество
Пророчество для Клариссы Ла Ру:
- Плыть тебе на железном корабле со скелетами во тьме;
- То, что ищешь, ты найдёшь и заберёшь себе;
- Но отчаяния камень вмиг к земле тебя придавит;
- Без друзей провал сплошной, лететь тебе домой одной.

### Пояснение
- Арес подарил Клариссе военный корабль с павшим в битве экипажем;
- Кларисса находит золотое руно;
- Но начинаются неприятности, с которыми она не может справиться;
- Если бы Перси и Аннабет не пришли ей на помощь, то Кларисса не закончила бы свой поиск. Денег не хватает на билеты на самолёт для всех, и Перси решает, что Кларисса должна одна лететь в Лагерь полукровок.

## Приём
- «Перси Джексон и Море чудовищ» получила положительные отзывы. Критики хвалили сюжет, тематику и стиль автора;
- «Booklist» сказали, что Риордан хорошо смешал античную мифологию, образ современного подростка и полное приключений путешествие, что привлечёт новых читателей к книжной серии о Перси Джексоне;
- Мэтт Берман из Common Sense Media высоко оценил книгу, заявив: «Серия Перси Джексон продолжает быть весёлой»;
- Нора Пиэль из Kidsreads.com оценила стиль книги, а также отметила её сходство с приквелом;
- Книга была продана тиражом более 100 000 экземпляров в мягкой обложке.

## Награды и номинации
Книга «Море чудовищ» была номинирована на несколько литературных наград, в том числе: 
- A Book Sense Top Ten Summer Pick for 2006;
- A Young Adult Library Services Association (YALSA) Best Book for Young Adults 2007;
- A Best Book of 2006, Child magazine;
- A Best Fantasy Sequel of 2006, Kirkus Reviews;
- A Barnes & Noble Best of 2006 for Kids & Teens;
- A Voice of Youth Advocates (VOYA) Top Shelf Fiction Pick for Middle School Readers, 2006;
- A CCBC Choice 2007, Cooperative Children’s Book Center;
- Mark Twain Readers Award Winner 2009.

## Продолжение
Приключения Перси Джексона продолжаются!
Правда, на этот раз, после того как юный сын Посейдона вступает в схватку с могущественным чудовищем-Мантикорой, они больше похожи на злоключения. Несмотря на помощь Артемиды, богини охоты, чудовище похищает Аннабет, дочь Афины, подругу Перси, а следом за ней в беду попадает и сама Артемида. Дельфийский оракул пророчествует, что Аннабет будет спасена, но двое из отважной пятёрки, отправившиеся на её поиски, погибнут. И, похоже, обещанию оракула суждено сбыться, ведь в пути Перси Джексона и его друзей поджидают немыслимые опасности. Но самое страшное испытание ждет их на горе Отрис, охраняемой стоглавым драконом. Там, проклятый богами Олимпа, держит на своих плечах небесный свод титан Атлас, который и заманил в ловушку богиню Артемиду и Аннабет.
Эти события описываются в следующей книге серии под названием «Перси Джексон и Проклятие титана» .